# Chapelle de la Bonne-Dame de Lavacherie
La chapelle de la Bonne Dame est un petit édifice religieux catholique sis à Lavacherie dans l’Ardenne belge. Construite en schiste au XIXe siècle et dédiée à sainte Ode, la chapelle rappelle l’ancienne présence de moniales d’un couvent qui, selon la tradition fut fondé par sainte Ode (la ‘Bonne Dame’). A côté de la chapelle se trouve la ‘Fontaine Sainte-Ode’.

## Histoire
En 1572 un forgeron obtient l’octroi du lieu pour la construction d’une forge et de fourneaux. Il place ses forges sous la protection de sainte Ode, traditionnellement vénérée dans la région

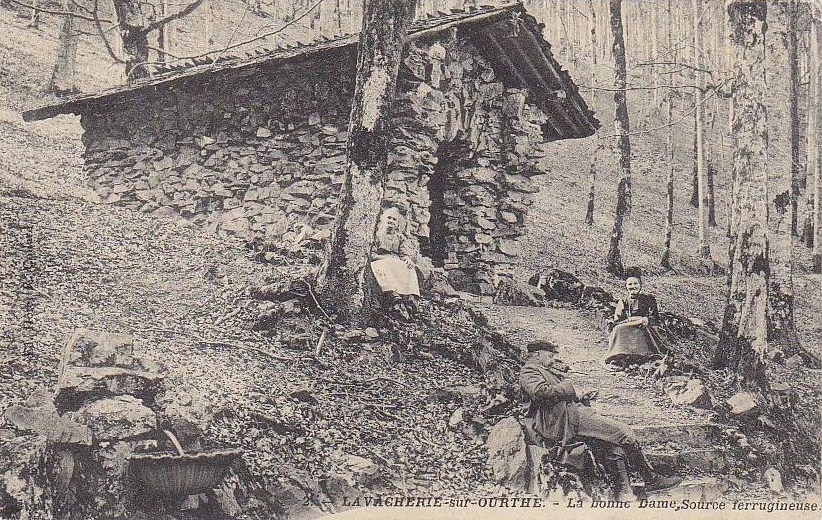
La chapelle (photo de la fin du XIXe siècle)

La chapelle Sainte-Ode fut reconstruite en schiste au XIXe siècle, en mémoire de la ‘Bonne Dame’, et une fontaine en forme de coquillage fut aménagée pour la source Sainte-Ode. La chapelle abrite la statue de sainte Ode. Les eaux de la source ont des propriétés qui sont considérées par certains comme ‘miraculeuses’. Un pèlerinage est organisé chaque année le deuxième dimanche de mai, durant lequel des pèlerins se frottent les yeux avec l’eau de la source Sainte-Ode.
La chapelle se trouve sur le territoire du village de Lavacherie. Et lorsque les communes de Belgique fusionnèrent en 1977 la nouvelle entité communale prit le nom de Sainte-Ode.
En 2009 une chercheuse s'est intéressée à la Bonne Dame et a son culte.